# Keizer van Indië

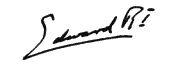
Handtekening van koning (Rex) en keizer (Imperator) Eduard VIII.

De titel keizer(in) van India  werd in 1877 voor het eerst toegekend aan de Britse koningin Victoria, op het moment dat Brits-Indië volledig onder de Britse kroon was komen te staan. Na de Indiase opstand van 1857 hadden de Britten het gezag van de Mogolkeizer ten einde verklaard, de laatste keizer naar Birma verbannen en de meeste van zijn zoons zonder proces geëxecuteerd.
Het voeren van deze titel was een initiatief van premier Benjamin Disraeli maar zeker niet uitgesloten is dat ook koningin Victoria zelf het maar moeilijk kon verdragen dat haar familieleden in Duitsland en Rusland een keizerstitel droegen en zij niet. Dit laatste was zeker Victoria's kleinzoon, de Duitse keizer Wilhelm II niet ontgaan. Hij had er aardigheid in om, in kleine kring, aan zijn grootmoeder te refereren als aan de keizerin van Hindoestan.  
De Britse koningen bleven de titel voeren totdat India onafhankelijk werd. Koning George VI van het Verenigd Koninkrijk was derhalve ook de laatste keizer van India.
Sinds 1877 ondertekenden de Britse vorsten, na hun naam met RI (Rex/Regina Imperator/Imperatrix): Koning(in) en Keizer(in).

## Keizerin en keizers van India
- Victoria (1877-1901)
- Edward VII (1901-1910)
- George V (1910-1936)
- Edward VIII (1936)
- George VI (1936-1947)